# Kaspar von Silenen
Kaspar von Silenen (Uri, 1467 – Rimini, 5 agosto 1517) è stato un ufficiale svizzero, comandante della Guardia Svizzera.

## Biografia

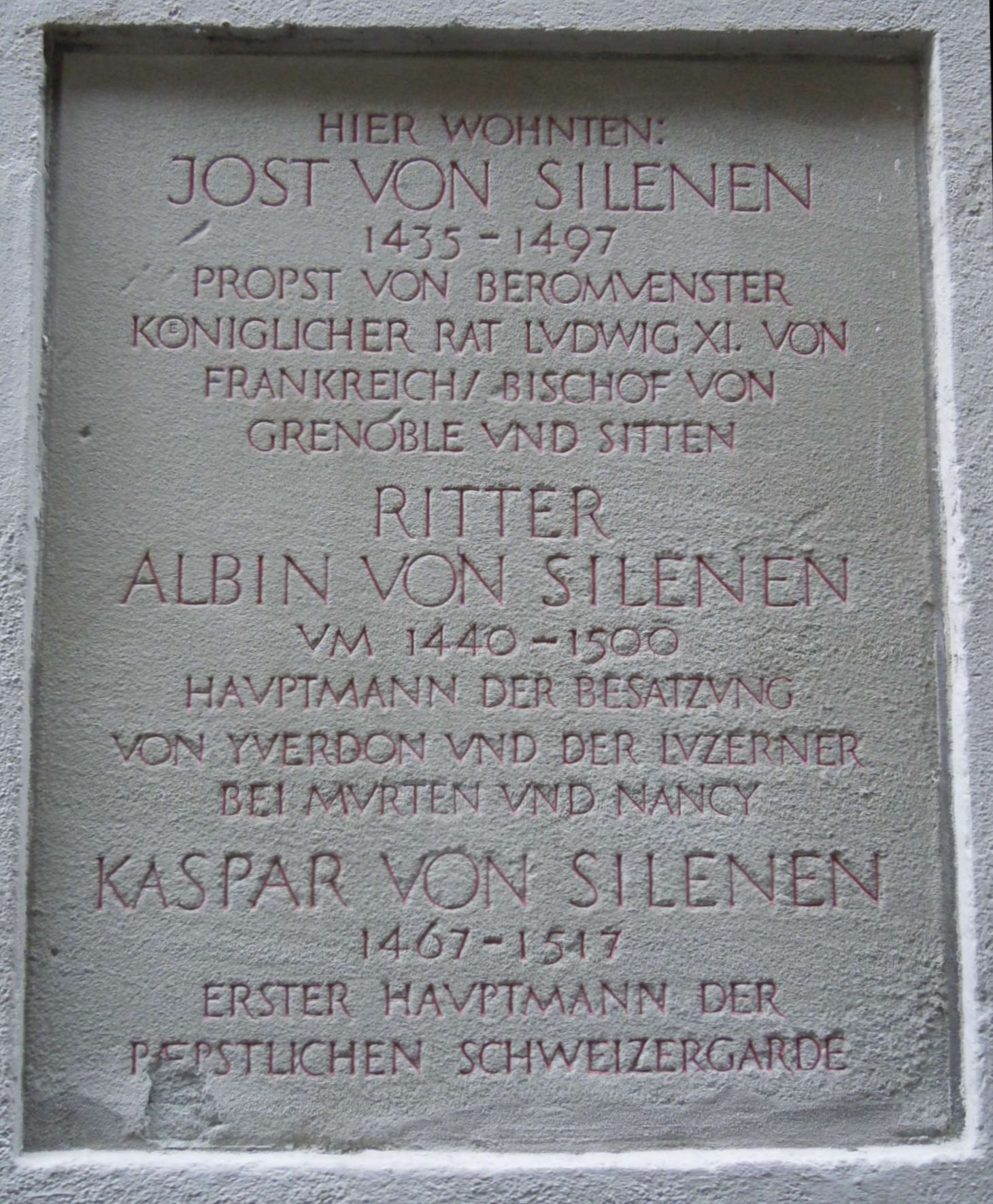
Lapide a Lucerna

A seguito della convenzione stipulata nel 1505 tra papa Giulio II ed i cantoni svizzeri di Lucerna e Zurigo, il pontefice inviò nella Confederazione Elvetica padre Peter von Hertenstein, suo delegato e uomo di fiducia, per la richiesta di un esercito mercenario di circa 200 uomini da inviare a Roma per difendere il papa e gli Stati Pontifici.
Kaspar von Silenen, nipote di Peter von Hertenstein, ottenne l'incarico di comandante dello squadrone e lasciò la Svizzera nel settembre 1505 con un esercito di 150 mercenari, diretto verso il Vaticano dove giunse il 22 gennaio 1506 venendo ricevuto coi suoi uomini personalmente da Giulio II. Il 22 gennaio 1506 è tradizionalmente considerata la data di fondazione della Guardia Svizzera .
Kaspar von Silenen era già stato comandante di altri gruppi mercenari ma, per una serie di precedenti penali, era già stato condannato a morte e la sua assunzione del comando delle guardie pontificie l'aveva riabilitato al servizio.
Morì nel 1517 durante un combattimento a Rimini tra l'esercito papale e gli eserciti mercenari di Germania e Spagna, ma il suo funerale si svolse a Roma.